# Prekopakra
Prekopakra is een plaats in de gemeente Pakrac in de Kroatische provincie Požega-Slavonië. De plaats telt 1.127 inwoners (2001).